# Le Mesnil-Patry
Le Mesnil-Patry è un ex comune francese di 309 abitanti situato nel dipartimento del Calvados nella regione della Normandia. Dal 1º gennaio 2017 è stato accorpato con altri cinque comuni per formare il comune di Thue et Mue, del quale costituisce comune delegato.  

## Società

### Evoluzione demografica
Abitanti censiti